# Тугур (Хабаровский край)
Тугу́р — село в Тугуро-Чумиканском районе Хабаровского края. Административный центр сельского поселения «Село Тугур».

## Географическое положение
Расположено в устье реки Кутын (3 км к востоку от устья реки Тугур) вблизи побережья Тугурского залива Охотского моря. Находится в 145 км к юго-востоку от села Чумикан, в 270 к западу от Николаевска-на-Амуре и в 600 км к северу от Хабаровска.

## Инфраструктура
Больница, отделение почтовой связи, основная общеобразовательная школа, клуб. Автомобильных дорог нет. Имеются пристань, аэродром. Действуют предприятия «Тугур-Рыба»,"Фактория Лумукан", «Гранит», филиал «Хабаровских авиалиний».

## Население
| 1926 | 1992 | 2002 | 2003 | 2004 | 2005 | 2006 |
| ---- | ---- | ---- | ---- | ---- | ---- | ---- |
| 101  | ↗643 | ↘518 | ↘506 | ↘482 | ↘450 | ↘429 |
| 2007 | 2010 | 2011 | 2012 | 2013 | 2014 | 2015 |
| ↗477 | ↘389 | ↘387 | ↘384 | ↘364 | ↘356 | ↗357 |
| 2016 | 2017 | 2018 | 2019 | 2020 | 2021 |      |
| ↘346 | ↗347 | ↗355 | ↘352 | ↘344 | ↘315 |      |

Национальный состав: эвенки — 64,8 %, русские — 33,8 %.

## Климат
Температура воздуха
Средняя годовая температура воздуха в Тугуре составляет −3,0°С. Средняя температура летних месяцев составляет 9-15°С. Абсолютный максимум 40°С был отмечен в июне 1990 года.
Средние температуры самого холодного зимнего месяца колеблются около −23°С. Абсолютный минимум температуры за весь период наблюдений (1940—1995 гг.) составил −47 °С.
Наступление устойчивых морозов в среднем приходится на 16 октября, а прекращение на 26 апреля. Продолжительность периода составляет 193 дня.
Отопительный период в среднем продолжается около 260 дней. Средняя температура отопительного периода близка к −10°С.
Влажность воздуха
Среднее годовое значение влажности составляет 75 %, максимальная влажность наблюдается в августе (85 %), минимальная — в марте (68 %).
Ветер
Зимой преобладает ветер южного направления (63-71 %), а с марта по сентябрь ветер северного направления (39-47 %). Средняя за год скорость ветра 3,1 м/с. Наибольшая средняя месячная скорость ветра (5,1-6,0 м/с) отмечаются при северном направления в период с октября по январь. Максимальный порыв ветра составил 45 м/с.
Осадки
В среднем за год в Тугуре выпадает 585 мм осадков. На теплый период (апрель-октябрь) приходится 84 % годовой суммы осадков (493 мм). С июля по сентябрь количество осадков достигает наибольшего количества. За холодный период выпадает 92 мм. Минимум осадков отмечается в феврале. Максимальное месячное количество осадков отмечено в августе 1981 года и составило 239 мм. Суточный максимум (93 мм) был зарегистрирован в сентябре 1987 года.
Снежный покров
Средняя дата образования устойчивого снежного покрова — 21 ноября, средняя дата его разрушения — 1 апреля. Средняя продолжительность — 131 день.
Атмосферные явления
В среднем за год в Тугуре наблюдается 12 дней с грозой. Наибольшее число дней с грозой отмечалось в июле и составило 11 дней.
За год в среднем бывает 47 дней с туманом. Наибольшее число дней с туманом наблюдается в летние месяцы и составляет 18-19 дней.

## История
В 1652 году Ерофей Хабаров послал партию из 20 казаков под начальством И. А. Нагибы к устью Амура и далее морем исследовать охотское побережье. На 11-й день плавания в открытом море, во время сильного шторма, судно разбилось о камни около берега. Все запасы еды, оружия и боеприпасов потонули, но казаки избежали смерти. Следуя берегом, они запаслись провизией у эвенков и расположились на устье реки Тугур. Иван Нагиба, сдав команду казаку Уварову, отбыл в Якутск.
Уваров вместе с оставшимися казаками построили зимовье, которое постоянно расширялось, и в 1653 году его переименовали в Тугурский острог.
В строительстве острога принимали участие и местные жители, которые видели в казаках своих защитников от маньчжур. В 1657 году острог подвергся штурму маньчжурами, в ходе ожесточённых боев был взят и сожжён. В 1659 году острог был построен заново и повторно разрушен в 1684 году.
По Нерчинскому договору 1689 года оказался на неразграниченной территории между бассейнами Уды и Амура, сообщения об остроге прекращаются. В 1712 году там зимовало 10 человек из экспедиции казака Быкова к Шантарским островам.
4 января 1926 года село вошло в состав образованного Тугуро-Чумиканского района постановлением Президиума ВЦИК
В 1932 году в селе была открыта культбаза, она стала наиболее значимым культурно-хозяйственным очагом для ликвидации безграмотности среди туземного населения. Первым краеведом на культбазе был Петр Степанов.
В 1934 году в Тугур были завезены специалисты, которые проводили среди населения работу в области культурного, медицинского обслуживания, развили оленеводство, внедрили сельское хозяйство и делали другую работу по социалистическому строительству.
С 21 июня 1938 года краеведом и заведующим музея при культбазе работал Василий Евгеньевич Розов. В годы Великой Отечественной войны он продолжал научные исследования. Материалы и экспонаты, собранные им, легли в основу коллекций Николаевского-на-Амуре краеведческого музея (ныне Межпоселенческий краеведческий музей им. В. Е. Розова Николаевского муниципального района).
Особенно интенсивное строительство началось с 1975 года. Было построено много новых домов. В 1986 году был сдан в эксплуатацию новый детский сад. В 1977 году путем слияния двух самых больших колхозов района «имени XXII Партсъезда» и «имени Сергея Лазо» был образован оленеводческий совхоз «Чумиканский». По состоянию на 1987 год в Тугуре поголовье оленей составляло 1000 голов.

## Достопримечательности

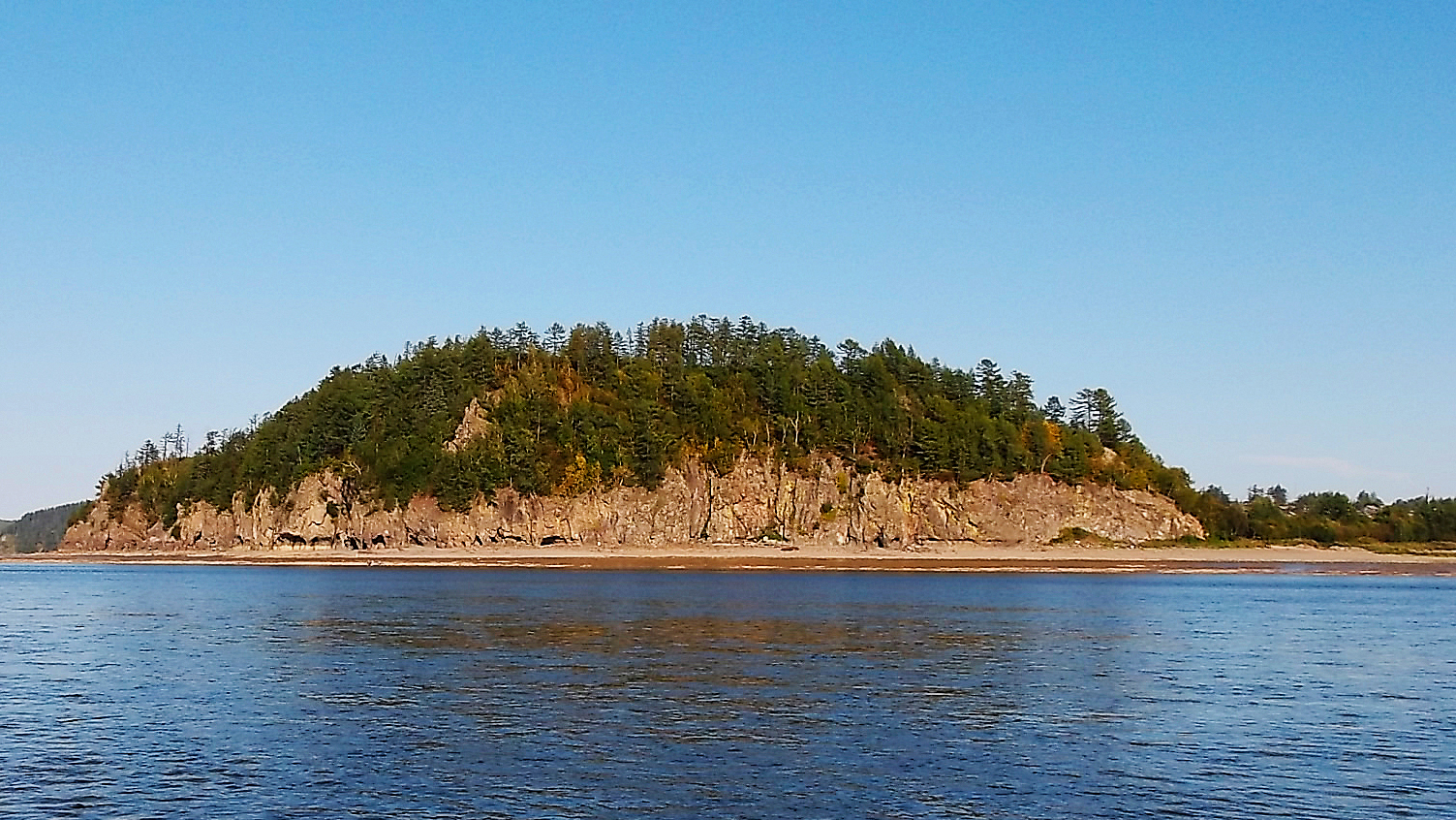
Гора Лумукан

Достопримечательностью села является гора Лумукан на побережье Тугурского залива с уникальными пещерами.

## Часовой пояс
Село Тугур находится в часовой зоне МСК+7. Смещение применяемого времени относительно UTC составляет +10:00.